# Ləcət (Qusar)
Ləcət è un comune dell'Azerbaigian situato nel distretto di Qusar. Conta una popolazione di 650 abitanti.